# 13. grönländischer Landesratswahlkreis
Der 13. grönländische Landesratswahlkreis war von 1951 bis 1979 ein Landesratswahlkreis in Grönland. Der Wahlkreis umfasste die Gemeinde Upernavik.

## Vertreter
Folgende Personen vertraten den Wahlkreis:
| Wahlperiode | Landesrat                   | 1. Stellvertreter        | 2. Stellvertreter   | Anmerkung                         |
| ----------- | --------------------------- | ------------------------ | ------------------- | --------------------------------- |
| 1951–1955   | Hendrik Olsen               | ?                        | ?                   |                                   |
| 1955–1959   | Ole Nielsen (nicht 1959 I)  | ?                        | ?                   | Wahlkreis 1959 (I) ohne Vertreter |
| 1959–1963   | Ole Svendsen (nicht 1963 I) | Rasmus Kleemann (1963 I) | ?                   |                                   |
| 1963–1967   | Knud Kristiansen            | ?                        | ?                   |                                   |
| 1967–1971   | Knud Kristiansen            | Karl Jørgensen           | Peter Nielsen       |                                   |
| 1971–1975   | Knud Kristiansen            | Karl Jørgensen           | Jørgen Mathæussen   |                                   |
| 1975–1979   | Bendt Frederiksen           | Johannes Christiansen    | Mathias Kristiansen |                                   |